# Джозеф Паркер — Энди Руис
Джозеф Паркер — Энди Руис-младший (англ. Joseph Parker vs. Andy Ruiz) — профессиональный боксерский 12-раундовый поединок в тяжёлом весе за вакантный титул чемпиона мира по версии World Boxing Organisation между ранее непобеждёнными новозеландцем Джозефом Паркером (21-0) и мексиканцем Энди Руисом-младшим (29-0). Бой состоялся 10 декабря 2016 года на арене «Вектор Арена» в Окленде (Новая Зеландия).
Поединок продлился все отведённые на него 12 раундов и завершился победой Джозефа Паркера раздельным судейским решением. Один судья выставил ничейный счёт — 114:114, а двое других 115:113 — в пользу Паркера. Таким образом Джозеф Паркер стал единственным новозеландским чемпионом мира по боксу в тяжёлом весе среди профессионалов, а для Энди Руиса это поражение стало первым в карьере.